# Международный экономический саммит России и стран — участниц Организации исламского сотрудничества
Международный экономический саммит «Россия — Исламский мир: KazanSummit» — главная площадка экономического взаимодействия Российской Федерации и стран исламского мира. Впервые Международный экономический саммит «Россия-Исламский мир: KazanSummit» прошёл в 2009 году.

## История
Впервые Международный саммит исламского бизнеса и финансов состоялся в Казани 25 — 26 июня 2009 года. В нём приняло участие 250 человек из Королевства Саудовской Аравии, Объединённых Арабских Эмиратов, Марокко, Малайзии, Индонезии, Пакистана, Катара, Ливана, Бахрейна, Судана, Великобритании, Франции, Люксембурга, Турции, Казахстана, Киргизии, Азербайджана, России и других стран. В рамках мероприятия прошла Специальная презентация Российской Федерации и Республики Татарстан, а также академическая и бизнес сессии.
Второй раз KazanSummit состоялся 27 июня 2010 года, в нём приняло участие более 400 человек из 24 стран Юго-Восточной Азии, Ближнего Востока, Европы и Африки. В рамках программы прошел семинар консалтинговых и юридических компаний, круглый стол по исламскому меценатству, собрание Международной Бизнес Ассоциации, стратегический форум, инвестиционный форум, а также конференция по исламской экономике и финансам.
Третий саммит состоялся 20-21 июня 2011 года На него в столицу Татарстана приехало 772 человека из 27 стран.
KazanSummit 2012, который состоялся 17-18 мая, посетило более 1000 участников.
Очередной KazanSummit прошел 2-3 октября 2013 года. Представители 40 стран мира встретились с российскими властями и бизнесменами.
Среди высокопоставленных гостей были генеральный секретарь ОИС Экмеледдин Ихсаноглу, заместитель министра Катара, заместитель министра экономики ОАЭ, Председатель правления WAIPA, послы Малайзии, Саудовской Аравии, Марокко, Судана, Сенегала, Нигерии, Пакистана, Палестины, Казахстана, Мексики и др.
VI Международный экономический саммит России и стран Организации исламского сотрудничества — KazanSummit 2014 прошел с 5 по 7 июня. Организатором выступил некоммерческий фонд развития исламского бизнеса и финансов (IBFD Foundation). Соорганизатор саммита — Агентство инвестиционного развития Республики Татарстан.
VII Международный экономический саммит России и стран Организации исламского сотрудничества KazanSummit 2015прошел 15-16 июня на площадке ГТРК «Корстон». На VII Международный экономический саммит России и стран ОИС приехали 746 человек из 45 стран мира. В качестве спикеров на саммите присутствовали Ахмед Галал Элдин— Председатель правления Международной ассоциации бизнеса и инвестиций, Неждет Шенсой — член Совета директоров Центрального банка Турции, Виктор Четвериков — генеральный директор Национального рейтингового агентства, Владимир Коровкин — руководитель направления инновационного центра «Сколково». В 2015 году площадку Саммита посетил Президент Исламского банка развития Ахмед Мохаммед Али Аль Мадани.
Ключевой темой мероприятия в 2015 году стали исламские финансы для конструктивной глобальной торговли и инвестиций.
В 2016 году Саммит состоялся 19-21 мая. В декабре 2015 года согласно Указу Президента Республики Татарстан мероприятие было переименовано в "VIII Международный экономический саммит «Россия — Исламский мир: KazanSummit 2016»(далее — Саммит). Количество зарегистрировавшихся для участия в KazanSummit составило рекордное количество — 1556 человек из 51 страны мира.
Ключевой темой Саммита 2017 года, который состоялся 18-21 мая, стали исламские инвестиции в контексте международных экономических отношений. В KazanSummit 2017 приняли участие 2641 представителей международных организаций, органов государственной власти, финансовых институтов, посольств 15 государств, депутатов парламентов, инвесторы и бизнесмены из 53 страны мира, а также 250 представителей СМИ.
10-12 мая 2018 года в Казани состоялся X Международный экономический саммит «Россия — Исламский мир: KazanSummit» на площадке ГТРК Корстон. Участниками саммита стали 3000 человек из 53 стран мира и 27 регионов России. Ключевой темой Саммита 2018 года стал «Халяль лайфстайл».
XI Международный экономический саммит «Россия-Исламский мир: KazanSummit 2019» состоялся в Казани с 24 по 26 апреля 2019 года. В саммите приняли участие свыше 3500 человек — представители 72 стран, 38 регионов России, 12 послов, более 250 представителей СМИ. Состоялись более 50 сессий по таким направлениям, как исламские финансы и партнерский банкинг, индустрия халяль, развитие экспорта, социально ориентированный бизнес, молодёжное предпринимательство и молодёжная дипломатия, развитие киноиндустрии, спортивное наследие чемпионатов и другие.
В рамках Саммита прошла международная выставка индустрии халяль Russia Halal Expo, площадь которой в 2019 году была увеличена более чем в 3,5 раза и достигла 5 тысяч м². В выставке приняли участие 8 стран 13 регионов и 2000 посетителей.
В связи с объявлением Всемирной организацией здравоохранения чрезвычайной ситуации из-за вспышки новой коронавирусной инфекции XII Международный экономический саммит «Россия-Исламский мир: KAZANSUMMIT 2020» был перенесён на более поздний срок.
XII Международный экономический саммит «Россия — Исламский мир: KazanSummit 2021» прошел в Казани с 28 по 30 июля. Мероприятие состоялось на территории международного выставочного центра «Казань Экспо». Лейтмотивом KazanSummit 2021 стало осознанное потребление. В рамках саммита было проведено более 90 деловых сессий, подписано более 20 соглашений между представителями стран, регионов, и бизнеса. В 2021 году впервые на полях Саммита состоялся Международный машиностроительный кластерный форум.
Статистика форумов KazanSummit по годам:
|                          | 2009 | 2010 | 2011 | 2012 | 2013 | 2014 | 2015 | 2016 | 2017 | 2018 | 2019 | 2021 | 2022 | 2023  | 2024  |
| Страны-участницы         | 18   | 24   | 27   | 30   | 40   | 25   | 46   | 51   | 53   | 53   | 72   | 64   | 64   | 86    | 87    |
| Участвовавшие регионы РФ |      |      |      |      | 16   |      |      |      |      | 27   | 38   | 41   | 59   | 84    | 87    |
| Число участников         | 250  | 400  | 772  | 1000 | 700  | 500  | 745  | 1556 | 2641 | 3000 | 3598 | 4735 | 6388 | 16223 | 20000 |